# 特伦顿·哈塞尔
特伦顿·拉瓦尔·哈塞尔（英語：Trenton Lavar Hassell，1979年3月4日—），美国NBA联盟职业篮球运动员。他在2001年的NBA选秀中第2轮第1顺位被芝加哥公牛选中。